# 沃洛斯基夫齊 (梅納區)
51°33′10″N 32°1′17″E / 51.55278°N 32.02139°E
沃洛斯基夫齊（烏克蘭語：Волосківці），是烏克蘭北部的村莊，隸屬切爾尼希夫州的科留基夫卡區。該村始建於1660年，面積2.51平方公里，海拔高度139米，2001年人口849，人口密度每平方公里338.25人。